# 奧布拉-沃內拉拉縣
6°58′27″S 145°53′17″E / 6.9743°S 145.8881°E
奧布拉-沃內拉拉縣（英語：Obura-Wonenara District），是巴布亞新畿內亞的縣份之一，位於新畿內亞島東部，由東高地省負責管轄，首府設於艾尤拉，面積3,916平方公里，2011年人口39,919，人口密度每平方公里10人。